# Takahiro Norimoto
Takahiro Norimoto (則本 昂大, Norimoto Takahiro, né le 17 décembre 1990), est un lanceur droitier japonais de baseball qui évolue depuis 2013 pour les Tohoku Rakuten Golden Eagles de la Ligue Pacifique du Japon.
Ancien de l'université Chūkyō, Takahiro Norimoto remporte le prix de la recrue de l'année dans la Ligue Pacifique en 2013 après une première saison de 15 victoires et 8 défaites au cours de laquelle il maintient une moyenne de points mérités de 3,34 en 170 manches lancées. Il est lanceur partant dans 25 de ses 27 matchs joués. Il est le premier lanceur de première année à gagner 15 matchs depuis Daisuke Matsuzaka pour les Seibu Lions en 1999.
En 2014, il abaisse sa moyenne à 3,02 en 202 manches et deux tiers lancées, avec un nouveau record personnel de 204 retraits sur des prises et en moyenne seulement 1,7 but-sur-balles accordé par tranche de 9 manches au monticule. En 30 matchs, dont 28 départs, il remporte 14 victoires contre 10 défaites.
Le 15 novembre 2014, Takahiro Norimoto lance 5 manches parfaites pour commencer un match sans point ni coup sûr combiné avec ses coéquipiers Yuki Nishi, Kazuhisa Makita et Yuji Nishino dans la victoire de Samurai Japan, 4-0 sur les étoiles de la Ligue majeure de baseball dans le 3e match des Japan All-Star Series au Tokyo Dome.